# Карамазар

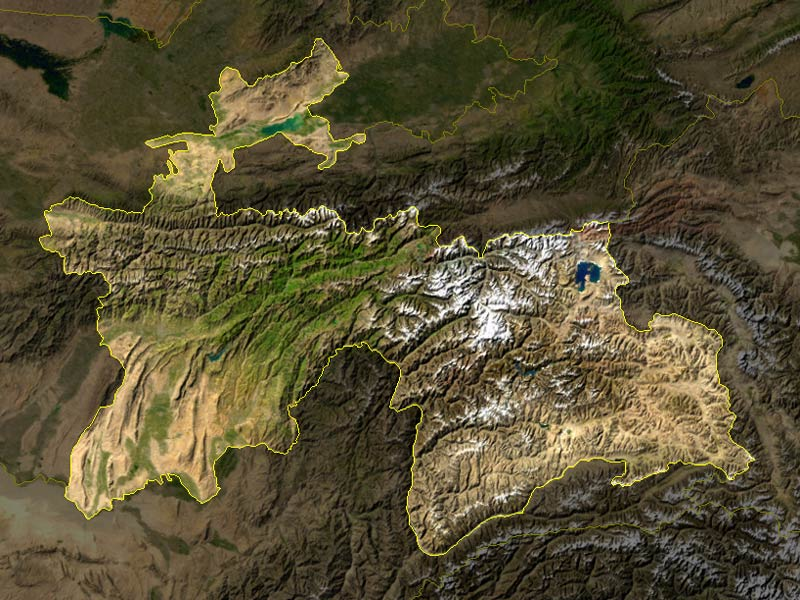
Фото з космосу

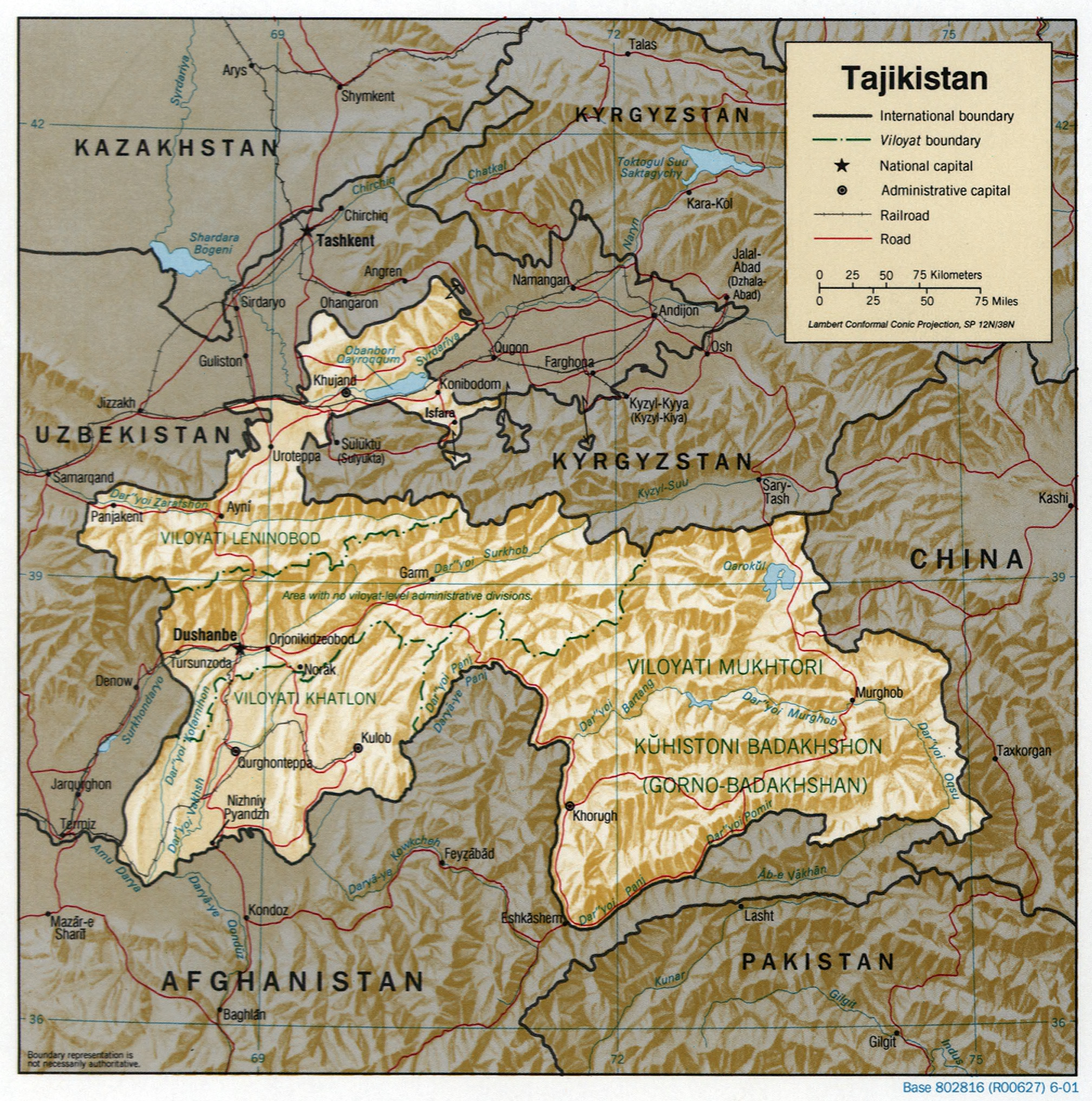
Детальна карта Таджикистану

Карамазар — гірський рудний район у Північному Таджикистані, включає південні схили Курамінського хребта і гори Моголтау, є частиною великого пізньопалеозойського вулканоплутонічного пояса, накладеного на Кураміно-Ферганський жорсткий масив.
Тут розвинені наземні вулканічні формації та інтрузивні комплекси вапняно-лужної і сублужної серій. Перші залягають в ізометричних депресіях і лінійних ґрабенах, другі складають великі лаколіти і штоки.
У районі виявлені родовища поліметалічних (Карамазарська група родовищ), золотих, срібних, бісмутових, вольфрамових, молібденових руд.
У рамках рудного району ще в середні віки вели розробку багатих жильних покладів срібно-свинцевих руд.